# Euplexia callichroa
Euplexia callichroa är en fjärilsart som beskrevs av Oswald Beltram Lower 1902. Euplexia callichroa ingår i släktet Euplexia och familjen nattflyn. Inga underarter finns listade i Catalogue of Life.